# Línea Schuster

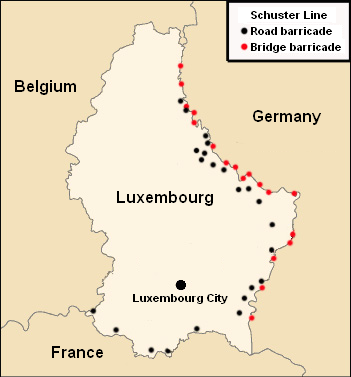
Mapa que muestra las instalaciones de la línea Schuster

La línea Schuster (en luxemburgués: Schuster-Linn) era una línea de barreras y barricadas erigidas por el gobierno de Luxemburgo a lo largo de sus fronteras con Alemania y, en menor medida, Francia poco antes de la Segunda Guerra Mundial. La línea lleva el nombre de Joseph Schuster, ingeniero jefe de puentes y carreteras de Luxemburgo, responsable de su construcción.
La línea Schuster constaba de cuarenta y un juegos de bloques de hormigón y puertas de hierro; dieciocho bloqueos de puentes en la frontera alemana y cinco bloqueos de carreteras en la frontera francesa. Las barricadas se colocaron a una milla en el interior del país siguiendo un patrón en zigzag, cubiertas por densas barreras de alambre de espinos a ambos lados. Se erigieron nueve puestos de radio a lo largo de la frontera alemana, con una estación receptora central en el cuartel de St Espirit en la capital.
La línea no logró frenar significativamente el avance alemán durante la invasión de Luxemburgo del 10 de mayo de 1940. Los alemanes derribaron las puertas de hierro y construyeron rampas sobre los bloqueos de hormigón para pasar sobre ellos; algunos obstáculos fueron volados.